# Tingvalla DBK
Tingvalla DBK är en bandyklubb med damverksamhet i Karlstad i Sverige. Klubben startades 2001, spelar för närvarande i Division 1 och är farmarklubb till Västerstrands AIK. Klubben har som mål att hålla igång flickbandyn i Värmland, att få flickorna att fortsätta spela bandy. Då spelare blir "för gamla" för att spela i flicklagen eller om laget läggs ner på grund av spelarbrist får flickorna fortsätta i Tingvalla DBK som är en "sluss" till Västerstrands AIK. Hälften av Västerstrands AIK:s spelare har gått upp från Tingvalla DBK. De spelare som inte får spela matcher med Västerstrands AIK får även chansen att spela med Tingvalla DBK. Åldrarna varierar väldigt.
I december 2002 tilldelades klubben, tillsammans med Västerstrands AIK, Röda Nystanets vänners stipendium.